# Аљаски маламут
Аљаски маламут је једна од најстаријих вучјих пасмина паса, а име је добио по урођеничком племену Инуита звано Малемут који су настањивали висинске дијелове западне Аљаске. Аљаски маламут је сличан другим арктичким пасминама и шпицевима, као што су гренландски пас, канадски ескимски пас, сибирски хаски и самојед. Аљаски маламут се у почетку користио као пас за вучу, због своје снаге и издржљивости. Данас се све мање користи у те сврхе, али и даље има земаља у којима служи за вучу.

## Основно
- Мужјак
  - Висина од 61 до 66 cm
  - Тежина од 36 до 43
- Женка
  - Висина од 56 до 61 cm
  - Тежина од 32 до 38

## Историја
Једни од најстаријих паса коришћених за вучу санки, преци аљаског маламута су пре више хиљада година прешли копнени мост са домородачким народима. Племе, познато као Махлемутс било је настањено у североисточном делу полуострва Севард, одакле ова раса и потиче. По овом племену је пасмина добила назив - маламут.
Пси су коришћени за лов на фоке, растеривање поларних медведа, вучу тешких санки напуњених храном и осталим залихама. Ескими су их добро третирали и маламути су за њих били веома драгоцени. Осим што су им помагали у разним пословима, били су веома везани за ове псе, који су им чували и грејали децу услед хладноће. Маламути су у саживоту са својим људима били поштовани као равноправни чланови породице.
Историјски догађај назван "златна грозница" 1896. године пратио је огроман прилив великих паса који су могли поднети тамошње временске услове. Многи домородачки пси спајали су се са псима "придошлицама", па се оригинални тип паса полако губио. Махлемути су били релативно изоловано племе, па су аљаски маламути много боље поднели инвазију од осталих раса.
Артур Т. Валден је у Њу Хемпширу основао своју одгајивачницу маламута. Он и његови наследници (Милтон и Ева Сили) су 1930-их снабдевали псима експедицију на Анктарктику (Бирдова експедиција на Анктарктику). Породица Сили започела је програм репродукције паса пронађених у подручју Њу Саунд, на Аљасци. Ова лоза аљаских маламута постала је позната као лоза звана "Котзебуе".
Са псима које је купио на Аљасци, раних 1900-их, а касније и током 1920-их година, Пол Велкер развио је нешто другачију пасмину. Та пасмина је позната као лоза "М' лот". Ови пси су коришћени током Првог и Другог светског рата у другој експедицији адмирала Бирда.
Клуб аљаских маламута из Америке формиран је 1935. године, а амерички кинолошки савез је те исте године признао расу. Током Другог светског рата већина регистрованих маламута "позајмљена" је за обављање ратних дужности, будући да је постојала велика потражња за псима који вуку санке. Ови верни пси, који су на експедицији на Анктарктику током Другог светског рата безрезервно служили својим људима, до краја рата скоро су уништени.

## Карактеристике пса

### Нарав
Аласки маламут је веома интелигентан и енергичан пас. Прилично их је једноставно дресирати, али дресура мора почети рано како би се добили најбољи резултати. Због њихове прошлости у улози радних паса и паса за пратњу остао им је нагон за ловом, те им је на време потребна социјализација. Уз рану социјализацију и обуку, маламут ће се добро слагати са осталим псима. Ипак, има тенденцију да лови мале животиње, осим ако није одрастао са њима или ако га власник не дресира да то не ради. Најважније је упознати аљаског маламута са другим животињама у домаћинству. Маламути су изузето дружељубиви и стрпљиви са децом и воле пажњу коју добијају од њих, али брзорастући, енергични штенци аљаског маламута могу лако надмашити дете од пет година.
Маламути су веома активни пси, треба их свакодневно шетати. Због високог нивоа енергије, нису најбољи избор за неискусне власнике. Углавном су тихи, ретко лају.

## Глава
Велика је и снажна, у поређењу са другим расама "природна", али треба да буде пропорционална телу, тако да пас не изгледа трапаво и грубо. Лобања је широка између ушију и постепено се сужава ка очима. Њушка је снажна и масивна у односу на лобању. Благо се смањује и сужава ка носној печурки. Носна печурка је црна. Горња и доња вилица су велике да би носиле снажне зубе. Очи су бадемасте, боје кестена, осредње величине за свој облик, искошене. Пожељно је да буду што тамније. Уши су средње величине, мале у односу на лобању. Врат је снажан и лепо грађен.

## Тело
Грудни кош је снажан и дубок, а труп је снажан и збијен. Леђа су равна, благо нагнута ка бедрима. Крста су мишићава, али не кратка да ометају лако и ритмично кретање које је условљено снажним подстицајем задњег дела. Лопатице треба да су умерено искошене. Предње ноге су мишићаве са снажним костима. Подлактице су усправне до дошапља која су кратка и чврста и скоро вертикална, гледано из профила. Шапе треба да су кратке и збијене, прсти збијени и извијени у облику лука, јастучићи дебели и отпорни, нокти кратки и јаки. Мора да постоји заштитна длака између прстију. Реп је средње усађен и следи линију кичме, богат је крзном и ношен на леђима када пас не ради. Не обликује прстен који лежи на леђима и није снабдевен кратком длаком ни ношен као лисичја четка, већ као лелујава перјаница.
Покровна длака маламута треба да је оштра, усправна и густа око врата. Њена дужина је променљива, као и дужина подлаке. Уопштено, длака је умерено кратка са стране тела и у средини, а повећава се око плећки и на врату, дужином леђа и на сапима, као и на завесицама и перјаници. Длака је много краћа и ређа преко лета, за време лињања. Уз белу боју која је јединствена код свих маламута у комбинацији са њом најчешће се појављују нијансе црвене, сиве и црне боје. Могу бити и потпуно бели.
Неупућени аљаског маламута неретко мешају са сличним сибирским хаскијем. Обе расе потичу из хладних крајева и изворно су коришћени за вучу. Аљаски маламут је већи, снажнији и мирнији, док је сибирски хаски нешто ситнији, гласнији и има више енергије. Уочљива је разлика и у боји очију јер хаскији могу да имају смеђе и плаве очи, а чистокрвни аљаски маламут искључиво смеђе. Најлакше их можемо разликовати по репу, јер маламут има чупав реп као лисица преко леђа, а хаски обичан реп.

## Нега и здравље
Не захтева често четкање, учесталије чешљање грубим чешљем је нужно приликом лињања. Купање је довољно једном до двапут годишње, осим ако се не испрља.
Маламути су, генерално, здрава пасмина, али и они, као и остали пси, склони су појединим здравственим проблемима. Најчешћи узрок смрти је рак.Катаракта је присутна од прве до око друге године старости, а ретко доводи до слепила. Као и код осталих великих раса, може се јавити дисплазија кукова. Може се јавити хондродисплазија, тј. рађање штенаца са деформитетима и манифестује се абнормалним обликом и величином екстремитета.
Аљаски маламут у просеку живе око око 10-12 година, а женка оштени око шест штенаца.